# E ciò al lunedì mattina
E ciò al lunedì mattina è un film di Luigi Comencini girato in Germania Ovest, nel 1959, in lingua tedesca.

## Trama
Un serio impiegato di banca un giorno prende la decisione di non andare al lavoro. La giornata viene così impiegata dal protagonista per prendersi del tempo per sé.